# Szlak Sakralnej Sztuki Barokowej im. Michaela Willmanna
Szlak Sakralnej Sztuki Barokowej im. Michaela Willmanna jest wspólną inicjatywą Fundacji Edukacja dla Demokracji w Warszawie, Instytutu Historii Sztuki Uniwersytetu Wrocławskiego oraz Domu Spotkań Angelusa Silesiusa we Wrocławiu.
Celem projektu jest realizacja idei „Barok w służbie rozwoju lokalnego” czyli wykorzystanie sakralnej sztuki barokowej do szeroko rozumianego rozwoju lokalnego. Cel projektu realizowany jest poprzez kilka równoczesnych działań:
- identyfikacji i opisu obiektów sakralnych poprzez profesjonalistów i studentów IV i V roku historii sztuki,
- opracowywanie profesjonalnych materiałów o danych obiektach (kościołach, obrazach, rzeźbach) ,
- popularyzacja twórców środkowoeuropejskiego baroku,
- intensywne szkolenie właścicieli obiektów z zakresu udostępniania obiektów dla turystów i pasjonatów sztuki,
- warsztaty terenowe z trenerami w dwóch specjalizacjach historii sztuki oraz rozwoju lokalnego,
- bezpłatna publikacja wszystkich informacji w sieci internet na stronie projektu
- porządkowanie informacji o rzeźbie i malarstwie barokowym i o artystach w sieci internet.

Szlak Sakralnej Sztuki Barokowej im. Michaela Willmanna uzupełnia także przebieg szlaku cysterskiego w Polsce tworząc małe regionalne pętle tego szlaku. Szlak opiera się na obiektach (nie zawsze barokowych), w których dostępne są wybitne obrazy śląskiego malarstwa barokowego.
Pierwsza faza projektu współfinansowana była ze środków Ministerstwa Pracy i Polityki Społecznej w ramach programu Fundusz Inicjatyw Obywatelskich 2008. W roku 2009 do szlaku została dołączona Bazylika Nawiedzenia Najświętszej Marii Panny w Bardzie (wraz z dwoma nieznanymi dotychczas obrazami Michaela Willmanna oraz Sanktuarium Maryjne w Grodowcu. W roku 2010 realizowany jest kolejny projekt „Szlak Sakralnej Sztuki Barokowej im. Michaela Willmanna w dawnym księstwie żagańskim”. Planowany jest dalszy rozwój projektu o kolejne obiekty na osi Żagań-Cieszyn oraz Siciny-Henryków.

## Opisane i opracowane elementy szlaku (odcinka centralnego)
- Lubawka, kościół parafialny pw. Wniebowzięcia NMP
- Lubawka - Podlesie, kościół filialny pw. św. Krzysztofa
- Okrzeszyn, kościół filialny pw. Narodzenia Najświętszej Maryi Panny
- Chełmsko Śląskie, kościół parafialny pw. Świętej Rodziny
- Krzeszówek, kościół filialny pw. św. Wawrzyńca
- Krzeszów, kościół pw. św. Józefa
- Krzeszów, kościół opacki pw. Wniebowzięcia NMP
- Betlejem koło Krzeszowa, pawilon na wodzie
- Stare Bogaczowice, kaplica pw. św. Anny
- Stare Bogaczowice, kościół parafialny pw. św. Józefa
- Strzegom, kościół parafialny pw. św. Piotra i św. Pawła
- Lusina, kościół filialny pw. Najświętszej Marii Panny
- Zastruże, kaplica pw. Matki Boskiej Królowej Świata
- Wierzbna, kościół parafialny pw. Wniebowzięcia NMP
- Świdnica, kościół parafialny pw. św. Józefa
- Świdnica, kościół katedralny pw. św. Stanisława i św. Wacława
- Uciechów, kościół filialny pw. św. Bartłomieja
- Bobolice, kościół filialny pw. Matki Boskiej Bolesnej
- Ząbkowice Śląskie, kościół parafialny pw. św. Anny
- Ząbkowice Śląskie, ratusz
- Ząbkowice Śląskie-Sadlno, kościół parafialny pw. św. Jadwigi,
- Bardo, Bazylika Nawiedzenia Najświętszej Marii Panny w Bardzie
- Kamieniec Ząbkowicki, kościół parafialny pw. Wniebowzięcia NMP i św. Jakuba Starszego
- Byczeń, kościół filialny pw. św. Marcina.

## Obiekty nad którymi trwają prace badawcze (odcinek zachodni szlaku)
- Żagań (twórczość Josefa Jeremiasza Knechtela) (wszystkie kościoły parafialne)
- Stanów (twórczość Josefa Jeremiasza Knechtela)
- Kożuchów (twórczość malarzy barokowych z Kożuchowa)
- Solniki (twórczość Josefa Jeremiasza Knechtela)
- Jakubów (barokowa ikonografia św Jakuba)
- Kurów Wielki (twórczość barokowych malarzy z Głogowa)
- Grodowiec (twórczość ucznia Michaela Willmanna – Johanna Philippa Kretschmera)
- Tymowa (twórczość artystów szkoły Lubiąskiej)

## Obiekty nad którymi trwają prace badawcze (odcinek wschodni szlaku)
- Otmuchów (twórczość artystów nadwornych biskupów wrocławskich)
- Nysa (twórczość artystów nadwornych biskupów wrocławskich) (4 kościoły oraz muzeum w Nysie)

## Opracowani artyści
- Michael Willmann
- Johan Franz de Backer
- Petr Brandl
- Johann Claessens
- Johann Georg Etgens
- Johann Jacob Eybelwieser
- Franz Heigel
- Johann Hiebel
- Joseph Hoecker
- Johann Franz Hoffmann
- Jeremias Josef Knechtel
- Johann Nepomuk Kümpffle
- Jan Krzysztof Liszka
- Georg Wilhelm Joseph Neunhertz
- Felix Anton Scheffler
- Johann Michael Steiner

Rzeźbiarze:
- Ferdynand Maksymilian Brokoff
- Matthäus Knote
- Johann Christoph Königer
- Mistrz Figur ze Starych Bogaczowic
- Johann Riedel
- Georg Schrötter

Wszystkie noty, opis dzieł są dostępne bezpłatnie na stronie projektu. Jednym z celów projektu jest stopniowa aktualizowana informacji o dziełach/ artystach / obiektach Wikipedii.